# Băiești
Băiești – wieś w Rumunii, w okręgu Hunedoara, w gminie Pui. W 2011 roku liczyła 239 mieszkańców.